# Engis 2
Engis 2 refere-se a parte de um conjunto, descoberto em 1829 pelo médico e naturalista holandês Philippe-Charles Schmerling na parte inferior das Cavernas de Schmerling. As peças que compõem o Engis 2 são uma calvária parcialmente preservada (crânio) e fragmentos associados de uma mandíbula superior e inferior, um osso maxilar e um dente incisivo superior de uma criança Neandertal de dois a três anos.  Em 1833, Schmerling descreveu e divulgou a descoberta, que incluía ossos de animais e ferramentas de pedra. Reconhecendo sua velhice, ele os associou ao "tipo etíope" do período diluvial. Embora não tenha sido reconhecida como tal até 1936, a publicação representa a primeira descrição científica de um fóssil de Neandertal.

## Reclassificação e Idade
Duas datas de radiocarbono estão disponíveis para Engis 2. No entanto, o resultado anterior de 26.820 ± 340 anos de radiocarbono antes do presente (BP) foi considerado muito jovem pelos autores e provavelmente um resultado de contaminação, então foi descartado. A data mais precisa é 30.460 ± 210 anos de radiocarbono AP, o que corresponde a 34.590–36.110 anos AP após a calibração. A atribuição de Engis 2 ao Homo neanderthalensis e de Engis 1 ao Homo sapiens foi baseada principalmente em comparações anatômicas e cronológicas, já que Engis 2 foi recuperado no contexto de artefatos Mousterianos de Neandertal.